# Vittorio Valentini
Vittorio Valentini (9 ottobre 1973) è un ex calciatore sammarinese, di ruolo difensore.

## Carriera

### Club
Durante la sua carriera ha giocato principalmente con il Faetano. Soprannominato "Papi", è alto 1,78 m e giocava come difensore o terzino destro.

### Nazionale
Conta 17 presenze con la Nazionale sammarinese.